# Stenocarpus villosus
Stenocarpus villosus là một loài thực vật thuộc họ Proteaceae. Đây là loài đặc hữu của New Caledonia. Chúng hiện đang bị đe dọa vì mất môi trường sống.